# 영주 안향 향려비
영주 안향 향려비(榮州 安珦 鄕閭碑)는 대한민국 경상북도 영주시에 있는 조선시대의 비석이다. 2013년 8월 19일 경상북도의 문화재자료 제611호로 지정되었다.

## 개요
이 비는 안향(安珦)(1243∼1306)의 14세손 안응창(安應昌)(1606∼1680)이 1656년(효종 7)에 세운 것이다. 비의 글은 황호가 짓고, 김광욱이 전(篆)을 쓰고 김계가 글씨를 썼다. 내용은 안향의 아버지 부(孚)와 증조부 상호군(上護軍) 자미(子美), 두 선조가 이곳에서 살았으며, 안씨의 창성함은 상호군이 덕을 쌓은 데서 이루어졌으므로 후세에 사당을 세워 시조(始祖)를 삼았음과 안향의 업적을 기려 그의 고향임을 표시하는 비를 세우는 내력 등으로 구성되어 있다.
이 비는 몇 차례의 이동을 거쳐 2010년 8월, 안향선생 유적지 정비사업으로 원래의 위치였던 현재의 자리로 옮기고 비각을 세워 보존하고 있다. 안향이라는 인물이 차지하는 역사성과 이 비가 갖는 자료적 가치 등을 고려하여 문화재자료(文化財資料)로 지정한다.

## 지정 내역
| 일련번호        | 명칭            | 재료    | 구조·형식 ·형태                       | 규격(cm)                                        | 수량 | 기타 특징 |
| --------------- | --------------- | ------- | ------------------------------------- | ----------------------------------------------- | ---- | --------- |
| 문화재 자료 611 | 榮州安珦 鄕閭碑 | 화강 암 | 방형 좌대, 방형 비신, 지붕형태의 비갓 | 좌대:116×7 6×44 비신:64×2 2×132 비갓:102× 58×36 | 1基  |           |

## 참고 자료
- 영주 안향 향려비 - 국가유산청 국가유산포털